# 豳
豳，古地名，同邠，先周公劉所邑之地，是西周的故國。具體位於今陝西省彬州市及旬邑縣一帶。
《史记·周本纪》：「公刘卒，子庆节立，国于豳。」《史記·匈奴列傳》：「夏道衰，而公劉失其稷官，變于西戎，邑于豳。」《括地志》：「豳州新平县即汉漆县，诗豳国，公刘所邑之地也。」《括地志》：「豳州三水县西十里有豳原，周先公刘所都之地也。豳城在此原上，因公为名。」公刘搬到豳與戎狄杂居。这意味着周部族的兴起，具有重要的意义。《詩經》十五國風之一豳風。共有詩七篇，其中多描寫農家生活、辛勤力作的情景，是中國最早的田園詩。晉時，其地置新平郡。后以古豳之地，置豳州。